# Deutsche Nachrichtenagentur (1919–23)
Die Deutsche Nachrichtenagentur (Dena) war eine Berliner Presseagentur, die von 1919 bis März 1923 existierte. Im letzten Geschäftsjahr firmierte sie als Deutsche Telegraphenagentur (Deta). Sie ist nicht zu verwechseln mit der gleichnamigen Nachrichtenagentur DENA, die 1946 von der amerikanischen Besatzungsmacht in Bad Nauheim gegründet wurde.

## Angebot
Die Dena entstand nach der Novemberrevolution 1918 als eine der Agenturen, die in Wettbewerb mit der halbamtlichen Nachrichtenagentur Wolffs Telegraphisches Bureau (WTB) traten. Die meist als „Korrespondenzen“ bezeichneten Presseagenturen belieferten Zeitungsredaktionen sowohl mit nachrichtlichem als auch kommentierendem Rohmaterial.

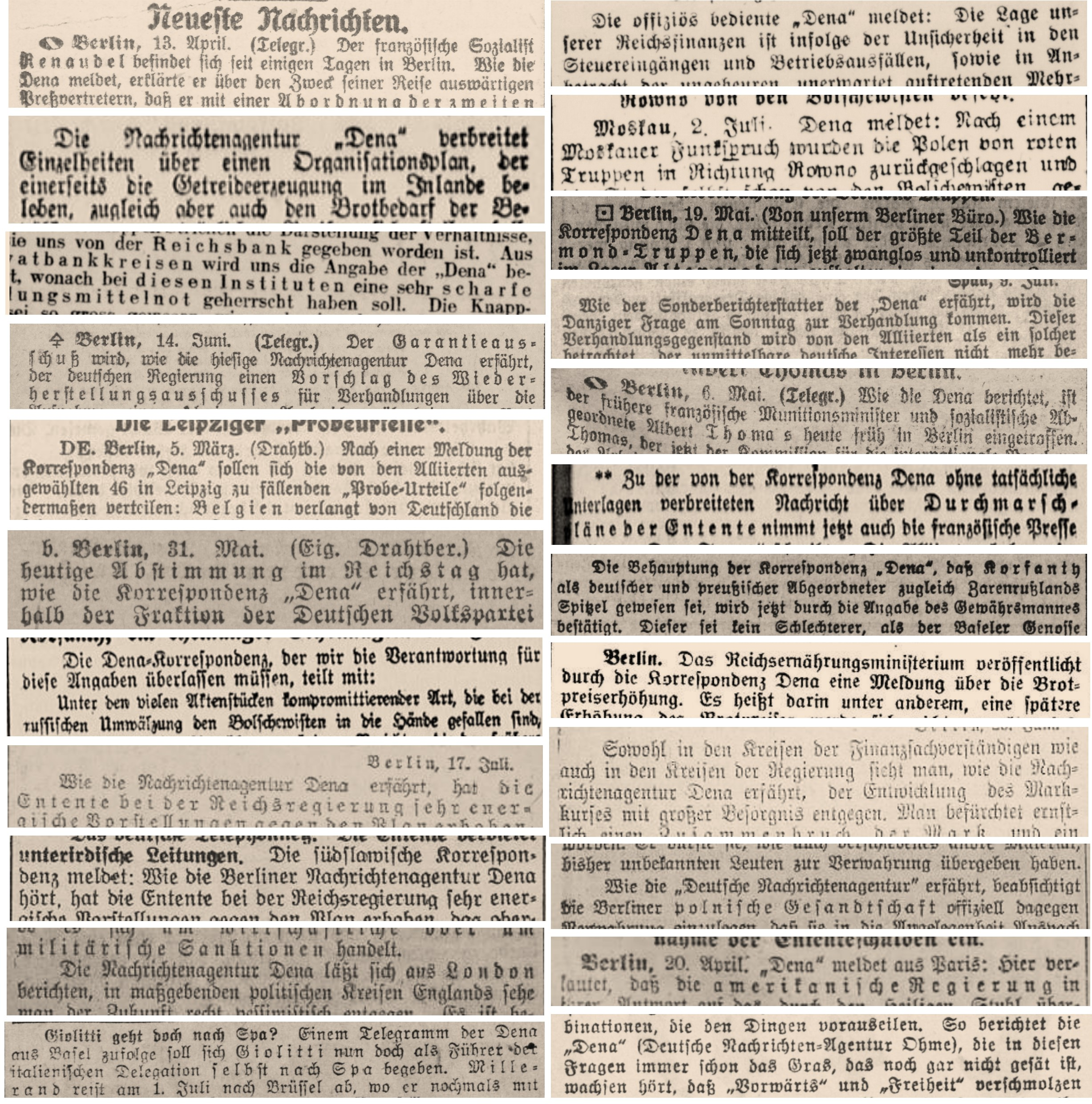
Die Deutsche Nachrichtenagentur (Dena) in Berlin gehörte in der frühen Weimarer Republik zu den häufig im Politikteil deutscher Zeitungen zitierten Quellen. Sie wurde „Nachrichtenagentur“ oder „Korrespondenz“ genannt. Collage aus Zeitungenausschnitten 1920–22.

Klarer Schwerpunkt des Dena-Angebots für Redaktionen war Politik. Als typische Agentur ihrer Zeit vor Einführung des Fernschreibernetzes verbreitete sie ihre Nachrichten telegrafisch, telefonisch und per Post oder Kurier auf Papier. Die Dena besaß Anfang 1920 bei ihrem Büro in der Wilhelmstraße zwar einen Funkmast zwischen Wilhelmstraße und Königgrätzer Straße. Dieser diente aber wahrscheinlich vorrangig nur dem Empfang, nicht dem Versand. 1922 änderte sie ihren Namen in Deutsche Telegraphenagentur (Deta). Aber telegraphische Übermittlung war sehr teuer. So wie selbst die größten Rivalen, das WTB und die Telegraphen-Union, lieferte die Agentur aus Kostengründen den Basisdienst (eine Morgen- und eine Nachmittagsausgabe) in Manuskriptform auf Papier. Die mit der Schreibmaschine getippten Exemplare wurden auf vorgedruckten Kopfbogen hektografiert oder mit ähnlichen Apparaten vervielfältigt, dann per Expresspost oder Kurier an die Kunden versandt. Die Kunden erhielten außerdem, wie damals üblich, dringende aktuelle Nachrichten telefonisch.

## Offiziöse Agentur
Die Dena galt anfangs als „offiziös“, weil sie von Regierungsstellen regelmäßig als informeller Kommunikationskanal genutzt wurde. Verlautbarungen aus Regierungskreisen sollten zwar verschleiert werden, aber die Herkunft ungefähr erkennbar und zuzuordnen sein. So finden sich in zahlreichen Dena-Meldungen typische offiziöse Formulierungen wie „aus unterrichteten Kreisen“, „von zuständiger Seite“, „die maßgebenden Stellen“ oder „von diplomatischer Seite“. Politiker und Verwaltung nutzten solche Kanäle für vage Andeutungen, indirekte Kommunikation, das Lancieren von Entwürfen oder Gerüchten, die jederzeit dementiert oder relativiert werden konnten.
Dem Zeitungswissenschaftler Otto Groth zufolge nahmen nach dem Umsturz zunächst zwei Berliner Dienste die Stellung einer offiziösen Korrespondenz ein: die ältere, schon 1896 von SPD-Kreisen gegründete Politisch-Parlamentarischen Nachrichten (Herausgeber Curt Baake und Paul Hirsch) und die neue Dena, die speziell der SPD-geführten preußischen Staatsregierung nahestand. Als die SPD nach den Reichstagswahlen 1920 aus der Reichsregierung ausschied, hätten PPN und Dena ihre besonderen Informationsquellen bei den Behörden verloren, so Groth. Ähnliche Funktionen hatten laut Groth etwas später die Gustav Stresemann (DVP) nahestehende Deutsche Diplomatisch-Politische Korrespondenz und der Otto Geßler (DDP) nahestehende Süddeutsche Zeitungsdienst.
Die Regierungsnähe der Dena wurde auch in der Presse thematisiert. Zum Beispiel bemerkte im Juni 1920 das USPD-Parteiorgan Freiheit, dass in der Verfassungsschutzbehörde, beim preußischen Staats- und Reichskommissar für Überwachung der öffentlichen Ordnung Robert Weismann (Zentrum) unter Leitung von Jakob Scherek ein Nachrichtenbüro eingerichtet worden sei. Dort säßen zwei Mitarbeiter, die für externe Korrespondenzen arbeiteten, einer davon der inoffizielle Dena-Redakteur Richard Dyck. Über diese Kanäle, so die Freiheit, „verseuchte der Staatskommissar die Presse mit den Ergebnissen seiner Spitzelberichte“. Nicht nur die linke Seite war kritisch. Die liberalkonservative Berliner Börsen-Zeitung etwa beanstandete im Herbst 1920, dass in „den Regierungsämtern nahestehenden Korrespondenzen“ immer wieder Meldungen über eine Zwangsanleihe auftauchten, die die BBZ als „Versuchsballons“ einstufte, weil die Regierung dazu jede klare Stellungnahme vermied. Als die BBZ dennoch einen längeren Absatz einer Dena-Notiz über Zweck und Form einer möglichen Zwangsanleihe abdruckte, nannte sie die Agentur die „einen offiziösen Charakter tragenden Korrespondenz ,Dena‘“ und wies dann noch einmal auf diesen „Charakter“ hin, um auszudrücken, dass es sich um von der Regierung absichtlich gestreute Informationen handelte.

## Kapp-Putsch 1920
Während des Kapp-Putsches im März 1920 wurden in Berlin die meisten Redaktionen von Freikorpssoldaten oder der paramilitärischen Sicherheitspolizei (Sipo, sog. grüne Polizei) besetzt oder behindert. Es kam aber selbst bei linksstehenden Zeitungen nicht zu Zerstörungen, auch Verhaftungen waren äußerst selten. Eine Ausnahme war die Dena am fünften, letzten Putschtag, dem 17. März. Das Regime hatte politisch bereits aufgegeben, Wolfgang Kapp trat am selben Tag zurück, und die aufständischen Soldaten begannen abzuziehen. Aber dennoch drang eine größere Abteilung Sipo in die Dena-Räume in der Wilhelmstraße ein. Die Dena selbst berichtete:
Das Büro der Dena wurde am 17. März von der Gruppe Süd der Sicherheitspolizei in der Friesenstraße 16 [Sitz der Sipo-Gruppe] unter Führung von zwei Offizieren von Grund auf vernichtet. Sämtliche Möbel wurden zerschlagen, die gesamten Archive, Papier- und Briefumschlagbestände zu Boden gerissen und zertreten, die für Vervielfältigungsapparate benötigte Farbe darüber gegossen und zum Schluss das ganze Chaos aus Flammenwerfern mit einer kreosotartigen Flüssigkeit bespritzt, so dass die Räumlichkeiten selbst nach gründlicher Reinigung infolge des Geruchs erst nach Wochen wieder benutzbar sein werden.
Nach einer Fremddarstellung rückte die Sipo mit zwei großen Lastwagen an, die sich quer über die Straße stellten. Ein Maschinengewehr sei mitgeführt worden. Ein Warnschuss sei abgegeben worden („Straße frei!“). In weiteren Darstellungen drangen drei oder vier Offiziere und 50 Mann in die Redaktion ein, wo nur eine Stenotypistin und Telefonistin anwesend war. Die Frau wurde fest- und mitgenommen.
Dem Vorwärts zufolge ging der Aktion eine Mitteilung des Reichswehrgruppenkommandos I an die Sipo-Gruppe Süd voraus, „dass die ,Dena‘ eine bolschewistische Funkenstation (!) sei“. Der kommandierende Major der Sipo-Gruppe Süd habe anschließend den Einsatzbefehl gegeben. Hier widersprechen sich einige Presseberichte. Nach einer Version folgte die Aktion auf eine Weigerung der Dena, eine Verlautbarung der Putsch-„Regierung“ zu verbreiten. Nach anderer Darstellung kam es dazu, weil die Dena vermeintlich „unwahre Meldungen“ verbreitet habe. Eine Etage über der Dena-Redaktion befanden sich Büros der Reichszentrale für Heimatdienst, einer dem Reichspressechef unterstehenden Reichsbehörde. Auch diese wurden demoliert.
Der Dena gelang es zunächst nicht, einen Entschädigungsanspruch oder einen Entschädigungsvorschuss nach dem preußischen Gesetz über die durch innere Unruhen verursachten Schäden und dessen Ausführung (Tumultschadengesetz) durchzusetzen. Der Vorwärts berichtete, dass die Dena ihren 22 Angestellten am 1. April 1920 nicht ihr Gehalt bezahlen konnte.

## In der Wirtschafts- und Zeitungskrise
Dass die Dena durch den Vandalismus in die Zahlungsunfähigkeit geriet, zeigt, dass die relativ kleine Agentur kaum über finanzielle Reserven verfügte. Während der Wirtschafts- und Inflationskrise, die in der Zeitungsbranche zu einem Verlagssterben und zu radikalen Einsparungen auch bei den Agenturservices führte, spitzte sich die Lage weiter zu. Viele neu entstandene Korrespondenzen gerieten in eine Existenzkrise und damit ins Visier kapitalstarker Unternehmen, die sie aufkauften. Im Kontext der Überführung des Korrespondenzverlags Rudolf Dammert in den Hugenberg-Konzern meldete der Frankfurter General-Anzeiger im April 1921, dass Hugenberg die Dena aufgekauft habe. Offenbar wurde darüber verhandelt, aber es kam nicht zu einem Abschluss.
Die Dena stand nach dem Verlust ihrer privilegierten „offiziösen“ Quellen unter hohem Wettbewerbsdruck, weiter exklusive Meldungen anzubieten. Zum einen weitete sie ihren Dienst inhaltlich aus und verbreitete häufiger Nachrichten aus der Außenpolitik. Damit verbunden war die Umbenennung in Deutsche Telegraphenagentur (Deta).
Zum anderen gerieten journalistische Qualitäts- und Sorgfaltsstandards ins Rutschen. Durch wiederholte Falschmeldungen oder Fehlinterpretationen erhielt die bislang offiziöse, aber seriöse Dena allmählich einen Ruf der Unzuverlässigkeit und sogar Sensationsgier.

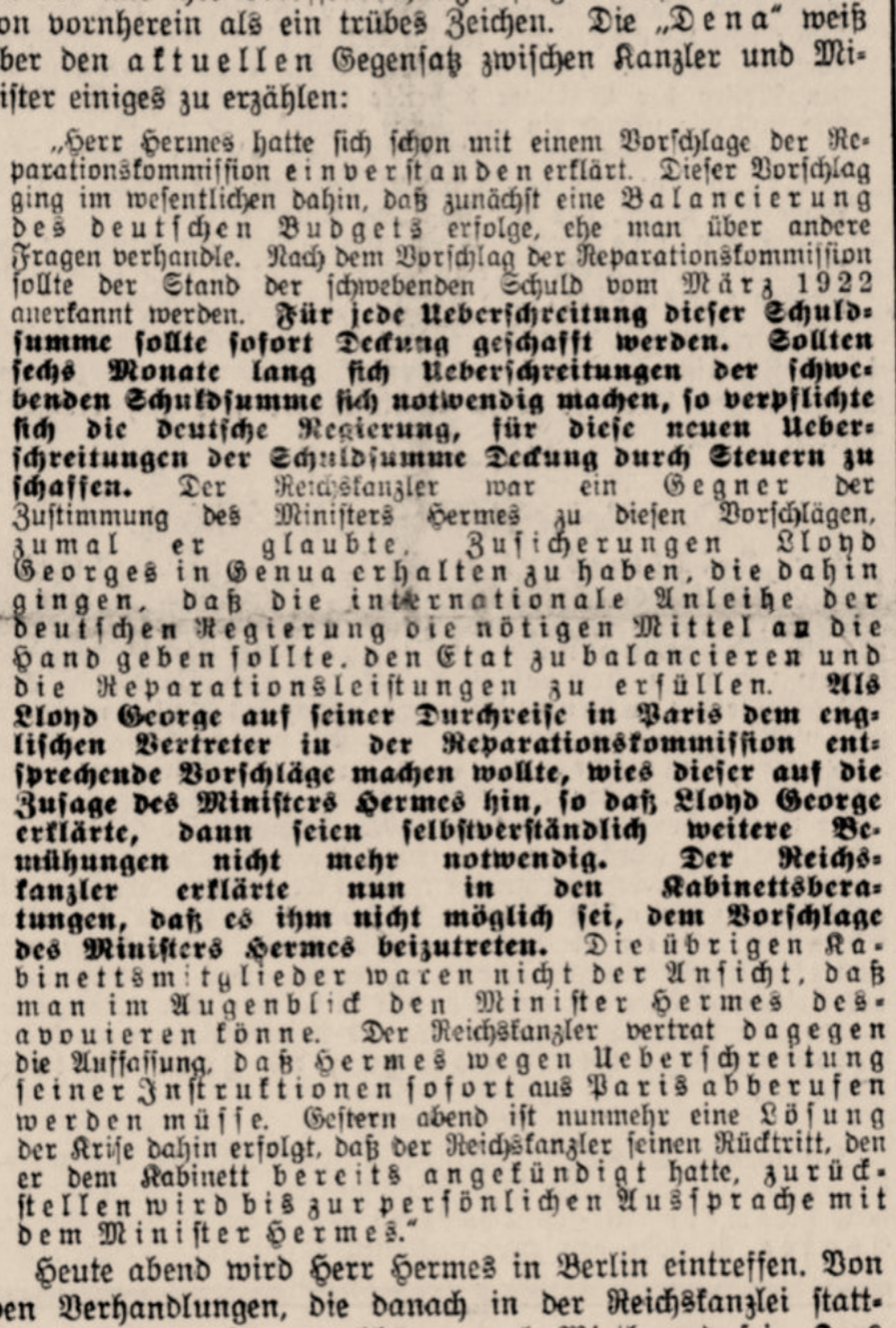
Die Dena meldete in ihrer Nachmittagsausgabe am 24. Mai 1922 einen schwebenden Rücktritt von Reichskanzler Joseph Wirth und ein Zerwürfnis mit Finanzminister Andreas Hermes (beide Zentrum). Die ausführliche Schilderung aus dem Kabinett schien dem Kern der Nachricht Substanz zu geben, doch war dies hoch spekulativ und zum Zeitpunkt der Meldung schlicht falsch. Die Nachricht beschädigte das Ansehen der Dena sehr. Die Berliner Volks-Zeitung baute die Dena-Meldung zwar als Lang-Zitat in ihren Aufmacher auf der Titelseite ein, machte jedoch die Distanzierung der Zeitungsredaktion deutlich, weil der Wahrheitsgehalt zu problematisch erschien. Ausschnitt aus „Hermes’ Reise und das Kabinett“. Berliner Volks-Zeitung 70. Jg., Nr. 243, 25. Mai 1922, S. 1

Die spektakulärste und umstrittenste Dena-Meldung, die ihren Ruf nachhaltig beschädigte, war die in der Nachmittagsausgabe am 24. Mai 1922 verbreitete Nachricht über einen schwebenden Rücktritt von Reichskanzler Joseph Wirth (Zentrum), ein Zerwürfnis mit Finanzminister Andreas Hermes (Zentrum) und ein Auseinanderbrechen der Regierung Wirth II (Zentrum, SPD, DDP, Bayernbund). Tatsächlich hatte es eine gravierende Koordinationspanne zwischen dem Kanzler, der bei der Konferenz von Genua weilte, und Hermes, der in Paris bei Reparationsverhandlungen war, gegeben. Hermes machte in Paris offenbar Zugeständnisse, die Wirths Vorgehen in Genua erschwerten oder sogar konterkarierten. Die Verstimmungen zwischen waren substanziell und krisenhaft, was auch regierungsnahe Zeitungen bestätigten. Das Ungewöhnliche war, dass nicht die Koalitionsparteien, sondern der Kanzler und ein Minister selbst den Konflikt ausgelöst hatten. Er war jedoch weitgehend intern beigelegt, als die Dena am 24. Mai nachmittags groß meldete: „Kabinettskrise in aller Stille! – Tiefgehende Meinungsverschiedenheiten zwischen Wirth und Hermes. – Der Reichskanzler für Abberufung des Reichsfinanzministers aus Paris, weil dieser seine Instruktionen überschritten habe. – Die übrigen Kabinettsmitglieder gegen eine Desavouierung von Hermes. – Wirth wollte zurücktreten. Vorläufige Beilegung der Krise durch Zurückstellung des Rücktritts bis zur persönlichen Aussprache mit Hermes.“
Die dena-Nachricht erschien rechtzeitig, um in Nachmittags- und Abendzeitungen untergebracht zu werden. In der liberalen Berliner Boulevardzeitung 8-Uhr-Abendblatt (National-Zeitung) erschien sie in großer, sensationeller Aufmachung. Die Regierung dementierte die Regierungs- und Kanzlerkrise jedoch umgehend.
In der Folge wurde kritisiert, dass die Meinungsverschiedenheiten im Kabinett „von einzelnen sensationslüsternen Korrespondenten und Zeitungen zu einer Kabinettskrise aufgebauscht werden“, wie die Deutsche Allgemeine Zeitung (DAZ) formulierte. In einer Dresdner Zeitung hieß es, die Deta „bedurfte einer sorgfältigen Durchsiebung auf Zuverlässigkeit der Nachrichten und Sauberkeit der Quellen“.
Problematisiert wurde in diesem Zusammenhang der Dena-Journalist und Mitinhaber Walter Oehme. So hieß es etwa im nationalliberalen Mannheimer General-Anzeiger, „Das Alarmsignal […] hat die Nachrichtenagentur ,Dena‘ gegeben, die, was zu wissen nützlich ist, neuerdings von einem smarten Geschäftsjournalisten bedient wird, der noch bis vor kurzem sein gesinnungstüchtiges Licht über den unabhängigen [d. h. USPD-nahen] Blätterwald leuchten ließ“.
Oehme war 1918/19 kurzzeitig in der Reichskanzlei Mitarbeiter des Unterstaatssekretärs Curt Baake gewesen, der auch Herausgeber der offiziösen Politisch-Parlamentarischen Nachrichten war. Oehme arbeitete für verschiedene Zeitungen, Korrespondenzen und Informationsdienste, als er Mitinhaber der Dena wurde. Die Dena wurde sehr schnell mit seinem Namen verbunden. Oehmes früherer Auftraggeber, das USPD-Blatt Freiheit, bezeichnete im September 1922 die Dena süffisant als „,Dena‘ (Deutsche Nachrichten-Agentur Oehme), die in diesen Fragen immer schon das Gras, das noch gar nicht gesät ist, wachsen hört“.

## Kollaps mit dem Fall Oehme
Im Februar 1923 geriet Oehme durch seine Recherchen zur Schwarzen Reichswehr unter den Verdacht des Landesverrats. Seine Wohnung wurde durchsucht, seine Papiere wurden beschlagnahmt, und im März wurde er verhaftet. Dies stand im Zusammenhang mit der alliierten Ruhrbesetzung und dem „Ruhrkampf“. Oehmes Fall erregte großes öffentliches Aufsehen. Zwar ging es bei den strafrechtlich beanstandeten Artikeln nicht um Dena-Berichterstattung, sondern um Oehmes Nebentätigkeiten. Aber dennoch wurde die Dena durch die Presse hineingezogen.
Die Polizei informierte die Presse, dass Oehme von Deta-Angestellten angezeigt worden sei, die durch seine Nebentätigkeiten beunruhigt gewesen seien. Vermutlich handelte es sich um den Chefredakteur und Miteigentümer Willy Frerk; die Agentur ging deutlich auf Distanz und betonte, dass Oehme seit Wochen nicht mehr in der Redaktion gewesen und auch nicht mehr Mitinhaber sei. Oehme wehrte sich gegen diese Aussagen mit Gegendarstellungen.
Mit den „landesverräterischen“ Aktivitäten Oehmes wurden nun fragwürdige journalistische Praktiken der Dena/Deta in Verbindung gebracht. Beispielsweise kommentierte der rechtsliberale Mannheimer General-Anzeiger, Oehme sei zur Dena gekommen, „wohl weil man in ihm die Quertreibereien eines findigen und aufdringlichen Reporters entdeckt zu haben glaubte“. Die Dena habe zuletzt „vielfach Nachrichten gebracht, die beabsichtigt oder nicht, wie Börsenmanöver wirkten, bestimmt, unseren Abwehrkampf an Ruhr und Rhein zu hemmen. Auch noch andere Falschmeldungen dieser Tage glaubten Eingeweihte auf Herrn Oehme und seine Inspiratoren zurückführen zu müssen.“
Drei Wochen später wurde gemeldet, dass die Deta ihr Erscheinen einstelle. Die Agentur „begründet das mit dem Misstrauen der Presse gegen sie, das der Fall Oehme hervorgerufen hat. Bekanntlich war Herr Oehme bis vor einigen Wochen Mitherausgeber und Mitbesitzer dieser immer durch beträchtliche Unzuverlässigkeit sich auszeichnenden Nachrichtenagentur“, so der Mannheimer General-Anzeiger.
Noch am 29. März führte 1923 Reichspressechef Fritz Heilbron die Deta mit ihrem Vertreter Oehme als Nr. 27 von 52 Redaktionen auf einer Liste für die Pressesitzungen beim Reichskanzler. Die Deta erschien auf dieser Liste als eine von acht Agenturen und Korrespondenzen. Die anderen waren WTB, Telegraphen-Union, Dammert (Hugenberg), Dammert (Rudolf Dammert), Centrums-Parlaments-Correspondenz (CPC, Zentrumspresse), Richard Bahr, Sozialdemokratischer Parlamentsdienst, Demokratischer Zeitungsdienst (DDP) und Süddeutscher Zeitungsdienst. Trotz ihrer geringen Größe wurde sie von der Vereinigten Presseabteilung der Reichsregierung also bis zuletzt zu den wichtigsten Agenturen der Hauptstadt gezählt.
Nach dieser Liste ist die letzte bekannte Deta-Adresse Charlottenstraße 95, Berlin SW, im südlichen Zeitungsviertel (Berlin-Kreuzberg).